# ARCore
ARCore(Google Play Services for AR)는 증강 현실 애플리케이션을 구축할 수 있도록 구글에서 개발한 소프트웨어 개발 키트이다.
ARCore는 세 가지 핵심 기술을 사용하여 가상 콘텐츠를 스마트폰이나 태블릿의 카메라를 통해 보이는 현실 세계와 통합한다.
- 6 자유도를 통해 전화기는 세상과 관련된 위치를 이해하고 추적할 수 있다.
- 환경 이해를 통해 휴대전화는 바닥이나 커피 테이블과 같은 평평한 수평 표면의 크기와 위치를 감지할 수 있다.
- 조도 추정을 통해 전화기는 환경의 현재 조명 상태를 추정할 수 있다.

ARCore는 다양한 장치에 연동되었다.